# Piper vanderveldeanum
Piper vanderveldeanum är en pepparväxtart som beskrevs av William Trelease. Piper vanderveldeanum ingår i släktet Piper och familjen pepparväxter. Inga underarter finns listade i Catalogue of Life.